# Pseudophyllodromia poiensis
Pseudophyllodromia poiensis är en kackerlacksart som beskrevs av Hanitsch 1933. Pseudophyllodromia poiensis ingår i släktet Pseudophyllodromia och familjen småkackerlackor.

## Underarter
Arten delas in i följande underarter:
- P. p. poiensis
- P. p. laeta